# Paraguaçu (kommun)
Paraguaçu är en kommun i Brasilien.   Den ligger i delstaten Minas Gerais, i den sydöstra delen av landet, 700 km söder om huvudstaden Brasília. Antalet invånare är 20 241.
Följande samhällen finns i Paraguaçu:
- Paraguaçu

Omgivningarna runt Paraguaçu är huvudsakligen savann. Runt Paraguaçu är det ganska glesbefolkat, med 47 invånare per kvadratkilometer.